# Alvarinus pallidipennis
Alvarinus pallidipennis är en skalbaggsart som beskrevs av Blanchard 1850. Alvarinus pallidipennis ingår i släktet Alvarinus och familjen Melolonthidae. Inga underarter finns listade i Catalogue of Life.